# Xenochromis hecqui
Xenochromis hecqui är en fiskart som beskrevs av Boulenger, 1899. Xenochromis hecqui ingår i släktet Xenochromis och familjen Cichlidae. IUCN kategoriserar arten globalt som otillräckligt studerad. Inga underarter finns listade i Catalogue of Life.